# Десять втрачених племен
Десять втрачених племен (івр. עשרת השבטים) — нащадки десяти з дванадцяти колін (племен) Ізраїля, що потрапили до ассирійського полону після занепаду Північно-Ізраїльського царства. Історичні дані про втрачені племена досить туманні, тому вже протягом багатьох віків місцезнаходження їхніх нащадків залишається невідомим. На сьогоднішній день існує безліч припущень, теорій та містифікацій щодо ототожнення нащадків втрачених племен з іншими народами — в центральній Азії, Африці і навіть з американськими індіанцями.

## Історія
Після смерті царя Соломона і приходу до влади Ровоама, єдине Ізраїльське царство розпалось на два царства: Юдею на півдні та Ізраїль на півночі. Вперше про десять племен згадує пророк Ахія до Єровоама, майбутнього царя Ізраїлю. Юдейському царству зі столицею в Єрусалимі підкорилися лише племена Юди та Веніямина. До Північного Ізраїльського царства відійшли землі десяти племен — Завулона, Іссахара, Ашера, Нафталі, Дана, Манассії, Рувима, Гада, а також частина племені Левія (левітів). Про плем'я Симеона, чиї землі знаходились в Юдейському царстві, нічого не згадується, вважається що його плем'я до того часу майже повністю асимілювалось з більш войовничім плем'ям Юди.
До десяти племен відносять нащадків синів Якова:
- Сини Лії: Рувим, Симеон, Іссахар, Завулон.
- Сини Рахиль: Йосип з синами Манассія та Ефраїмом.
- Сини Білги: Дан і Нафталі.
- Сини Зілпи: Гад та Ашер.

До втрачених племен не відносяться племена Юдейського царства — Веніямина та Юди, а також частина племені Леві. Щодо відношення до десяти племен племені Симеона зараз ведуться суперечки.
У 732—722 роках до н. е. ассирійський цар Шаррукін II захопив Північно-Ізраїльське царство. Більшу частину його населення було взято в полон та розселено по різним частинам величезної держави. Основна частина розселених ізраїлітян асимілювалась з іншими народами, що проживали на тих землях. 
Згадки про належність до того чи іншого племені почали з'являтись все рідше й рідше. Існують рідкісні згадки по належність до певного племені на кінці-початку нашої ери. Так, згідно із Новим Заповітом пророчиця Анна була нащадком племені Ашера (Євангеліє від Луки 2:36). Також описана зустріч Ісуса Христа із самаритянкою, що належала до десяти племен, при цьому було відмічено що юдеї не контактують із самаритянами.

## Можливі нащадки

### Народи, що претендують на походження з конкретних племен Ізраїля
- Бней-Ісраєль (або маратхські євреї) — ізольована група індійських євреїв, що розмовляють на мові маратхі. Проживають здебільшого в Мумбаї, а також крупних містах Індії та Пакистану. Деякі дослідники вважають їх нащадками племені Завулона, або коенів.
- Перські євреї (зокрема, бухарські) — вважають себе нащадками племені Ефраїма.
- Грузинські євреї — претендують на походження від племені Іссахара.
- Ефіопські євреї — вважають себе нащадками племені Дана.
- Бней-Ефраїм — невелика група євреїв на півдні Індії, розмовляють мовою телугу. Вважають себе нащадками племені Ефраїма.
- Бней-Манаше — невелика група євреїв з індійських штатів Маніпур та Мізорам. Вважають себе нащадками племені Манассії.
- Африканський народ лемба — вчені Лондонського університету провели аналіз ДНК, за яким встановили що плем'я лемба, що проживає на території сучасних ПАР та Зімбабве має семітські корені. На думку вчених вони є нащадками роду коенів — священиків Єрусалимського храму[1].
- Плем'я насрані — проживають в Індії і вважають себе нащадками Ізраїльського царства[2].
- Євреї ігбо — невелика частина нігерійського етносу ігбо, вважають себе нащадками племен Ефраїма, Манассії, Завулона, Гада та Леві.

### Народи, що претендують на походження з невстановлених племен Ізраїля
- Караїми — більшість релігійних караїмів сьогодні вважають себе продуктом змішання залишків десяти колін Ізраїлевих з прозелітами тюркського походження, що перейшли в караїмізм, всупереч думці їхніх світських лідерів, що наполягають на суто тюркському походженні караїмів.
- Будинок Ізраїля — релігійна община з Гани.
- Пуштуни — деякі пуштуни з території Афганістану вважають що вони походять з десяти втрачених племен.
- Частина племен та общин з Кашміру — згідно з теорією частина жителів північної Індії є нащадками втрачених племен.

## Маргинальні теорії
У пізній час деякі євреї та християни, досліджуючи біблейські та інші джерела, стали висувати безліч теорій про подальшу долю втрачених племен. Поширені в XVII—XIX ст. теорії про походження сучасних народів (включаючи американських індіанців, ескімосів, вірмен, японців, курдів, ірландців, тощо) сучасна наука вважає маргинальними.

### Скіфи/Кімерійці
Згідно з цією теорією ассирійці депортували усі, або частину північних ізраїлітян в Скіфію. Прихильники даної теорії, зокрема Джордж Роулінсон, посилаются на Бегістунський напис. Крім того, відмічено схожість головного убору ізраїльського царя Єгу та короля саки в дальній правій частині зображення. Ассирійська назва Дому Ізраїльського («Khumri») фонетично схожа на «Gimirri» («кімерійці»). 
Критики цієї теорії відмічають повну несхожість звичаїв скіфів та юдеїв.

### Британський ізраїлізм
Прихильники даної теорії вважають, що від скіфів та кімерійців виникли англосакси і, як наслідок — деякі європейські народи, в першу чергу англійці та американці. Теорія британського ізраїлізму виникла на території Великої Британії, звідки поширилася на США. Цю теорію активно просував Герберт Армстронг, засновник «Всесвітньої церкви Бога», а згодом її підхопили інші секти.

### Британо-американська теорія
Дещо відрізняється від теорії британського ізраїлізму. Вважає що від нащадків Племен Ізраїлю виникли (частково) такі європейські народи, як фіни, швейцарці, шведи, норвежці, ірландці, французи, бельгійці, валійці, хазари та інші.

### «Північна» теорія
Теорія про те, що нащадки Десяти племен визначаються за тестом на галогрупу R (Y-ДНК). В їхню кількість входить більша частина європейських народів (зокрема, слов'ян). Втім, така теорія не співпадає з сучасними дослідженнями археології та антропології.

### Курди
Основою гіпотези що курди є нащадками одного з Десяти племен є генетична близькість гаплогрупи J (Y-ДНК) курдів та єврейського духовенства (когенів). Однак, стстистичний аналіз показує, що достовірність висновків про генетичну спорідненість на основі даної галогрупи недостатня.

### Японці
Теорія загального походження японців та євреїв виникла ще на початку XVII століття. Прихильники цієї теорії вказують на деякі паралелі в ритуалах японців та юдеїв, їхній мові, а також схожістю в оповідях про Імператора Дзімму та Мойсея. На основі гіпотези у 1948 році в Японії виник новітній релігійний рух Макуя. 
Спростовує дану теорію аналіз ДНК.

### Ірландці
Існує гіпотеза що нащадками Десяти племен можуть бути ірландці та кельти. Згідно з теорією пророк Єремія відвідував саме Ірландію з принцесою Теа Теффі, що належала до королівського роду Ізраїльського царства. При цьому вказані паралелі між єврейською та ірландською культурою. Теорія трохи схожа з британським ізраїлізмом.

### Американські аборигени
Деякі дослідники XVII — XVIII століття зібрали докази що деякі племена американських індіанців походять від Десяти колін Ізраїля. Дана теорія має досить багато прихильників, зокрема Книга Мормона також стверджує що американські аборигени є нащадками коліна Манассії.
Деякі дослідники, наприклад Гаушуа Амаріель, виявили багато спільного в генетиці та лінгвістиці індіанців-черокі та євреїв.

### Цян
Рабин Еліягу Авіхаїн вважає народ цян з південно-західного Китаю нащадками Десяти племен.

### Лезгини
На думку ізраїльського вченого Цві Касдая лезгини походять від одного з колін, які ассирійський цар забрав у полон. Ще на початку XX ст. К. М. Курдов зробив припущення що лезгини «...зазнали метисації з боку представників семітичної групи, головним чином гірських євреїв». Професор МДУ Борис Всеволодович Міллер в своїй науковій роботі «Тати, їх розселення та говірки» писав: «Жителі с. Ахти (Кюринського округу, на Самурі) досі (у 1928 році) як і 40 років тому, зберігають спогади про те що їхні нащадки були «євреями»». Відомий французький антрополог Жан-Луї-Арман Катрфаж також вважав що лезгини мають єврейське коріння.